# Kepler-111c
Kepler-111c es un planeta extrasolar que forma parte de un sistema planetario formado por al menos dos planetas. Orbita la estrella denominada Kepler-111. Fue descubierto en el año 2014 por la sonda Kepler por medio de tránsito astronómico. Está situado a una distancia_media de 0.761 unidades astronómicas.